# Bahnstrecke Vilshofen–Ortenburg
| Die Wolfachtalbahn bei Neustift |                      |                       |                       |
| |                      |                       |                       |
| Streckennummer: | 5833                 |                       |                       |
| Kursbuchstrecke: | 417g (1946) ex 417 k |                       |                       |
| Streckenlänge: | 10,9 km              |                       |                       |
| Spurweite: | 1435 mm (Normalspur) |                       |                       |
| Streckenklasse: | C2                   |                       |                       |
| Streckengeschwindigkeit: | 50 km/h              |                       |                       |
| |                      |                       |                       |
| \| \| \| von Obertraubling \| \| \| \| \| nach Aidenbach \| \| \| \| 0,00 \| Vilshofen (Niederbay) \| Vilshofen (Niederbay) \| \| \| \| nach Passau Hbf \| \| \| \| 2,500 \| Zeitlarn \| Zeitlarn \| \| \| 5,200 \| Knadlarn \| Knadlarn \| \| \| 6,170 \| Neustift-Blindham \| Neustift-Blindham \| \| \| 6,700 \| Blindham \| Blindham \| \| \| \| \| \| \| \| 8,100 \| Maierhof \| Maierhof \| \| \| 9,500 \| Söldenau \| Söldenau \| \| \| 10,880 \| Ortenburg (Niederbay) \| Ortenburg (Niederbay) \| \| \| \| \| \| \| Quellen: [1][2][3] \| \| \| \| |                      |                       |                       |
| Strecke |                      | von Obertraubling     | von Obertraubling     |
| Abzweig geradeaus und ehemals von rechts |                      | nach Aidenbach        | nach Aidenbach        |
| Bahnhof | 0,00                 | Vilshofen (Niederbay) | Vilshofen (Niederbay) |
| Abzweig geradeaus und nach links |                      | nach Passau Hbf       | nach Passau Hbf       |
| ehemaliger Haltepunkt / Haltestelle | 2,500                | Zeitlarn              | Zeitlarn              |
| ehemaliger Haltepunkt / Haltestelle | 5,200                | Knadlarn              | Knadlarn              |
| Dienststation / Betriebs- oder Güterbahnhof | 6,170                | Neustift-Blindham     | Neustift-Blindham     |
| ehemaliger Haltepunkt / Haltestelle | 6,700                | Blindham              | Blindham              |
| |                      |                       |                       |
| Haltepunkt / Haltestelle (Strecke außer Betrieb) | 8,100                | Maierhof              | Maierhof              |
| Haltepunkt / Haltestelle (Strecke außer Betrieb) | 9,500                | Söldenau              | Söldenau              |
| Kopfbahnhof Streckenende (Strecke außer Betrieb) | 10,880               | Ortenburg (Niederbay) | Ortenburg (Niederbay) |
| |                      |                       |                       |
| Quellen: |                      |                       |                       |

Die Bahnstrecke Vilshofen (Niederbay)–Ortenburg, auch Wolfachtalbahn, ist eine Nebenbahn in Bayern. Sie wurde am 16. Januar 1908 eröffnet, der Personenverkehr am 30. September 1962 eingestellt.

## Geschichte
1824/25 wurde eine Hauptstraße (heute B8) an der Donau entlang nach Passau gebaut, womit die alte Hauptstraße von Vilshofen über Ortenburg nach Passau ihre Aufgaben verlor.
Die ursprüngliche Planung für eine Bahnstrecke sah 1861 eine Verbindung Simbach–Pocking–Ortenburg–Vilshofen vor, jedoch fiel die Entscheidung für die heutige „Rottalbahn“ Pocking–Fürstenzell–Passau, welche 1879 eröffnet wurde.
Ebenfalls 1861 wurde auf der Stammstrecke Vilshofen–Passau rechts der Donau der Betrieb aufgenommen. Somit war das protestantische Ortenburg fast schon isoliert. Als 1898 die Bahnstrecke Vilshofen–Aidenbach eröffnet wurde, wuchsen die Befürchtungen, keine Bahnverbindung mehr zu erhalten. Ein 1897 gestellter Antrag auf Errichtung einer Schmalspurbahnanbindung fand kein Gehör, der Bitte um Zuschuss zum Bau einer Privatbahn wurde ebenso nicht entsprochen. So wandte sich die Bevölkerung im September 1899 an den Prinzregenten Luitpold, worauf die Staatsregierung im Frühjahr 1900 signalisierte, dass die Strecke im Gesetzentwurf für die nächste Lokalbahnperiode aufgenommen sei.
Mit Einnahmen aus der Bier- und Malzsteuer, welche zehn Jahre lang erhoben wurden, wurden die Grundstücke gekauft und am 10. August 1904 wurde die Baugenehmigung für die Lokalbahn entlang der Wolfach erteilt. Im September 1904 begann die Projektierung und im November 1906 der Bau der Strecke. Der Bau kam schnell voran, am 8. Januar 1908 wurden die ersten Probefahrten unternommen und erfolgreich abgeschlossen. Am 16. Januar 1908 wurde die Strecke mit einer großen Feier eröffnet.

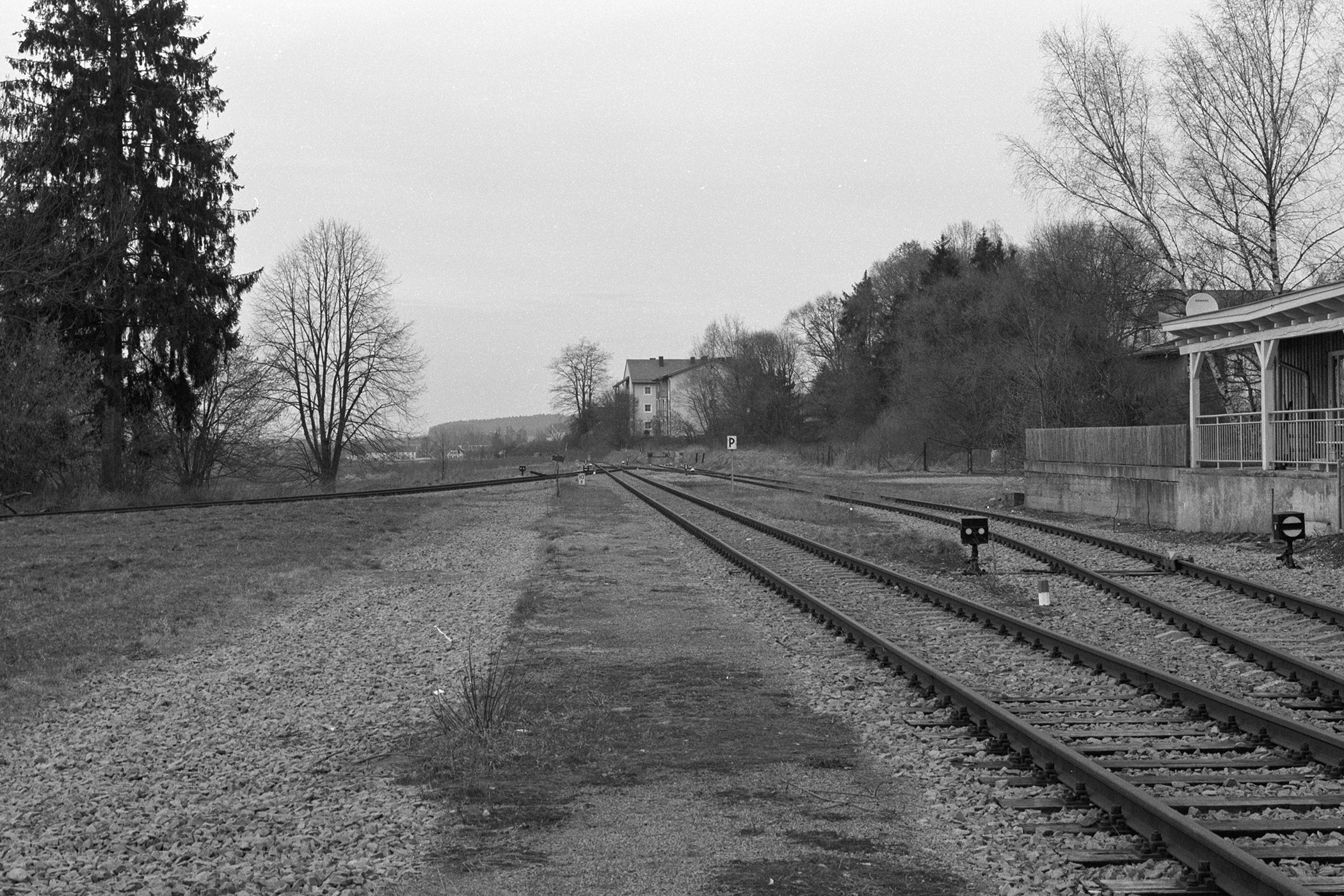
Die Gleise des Bahnhofs Ortenburg am 9. März 1995

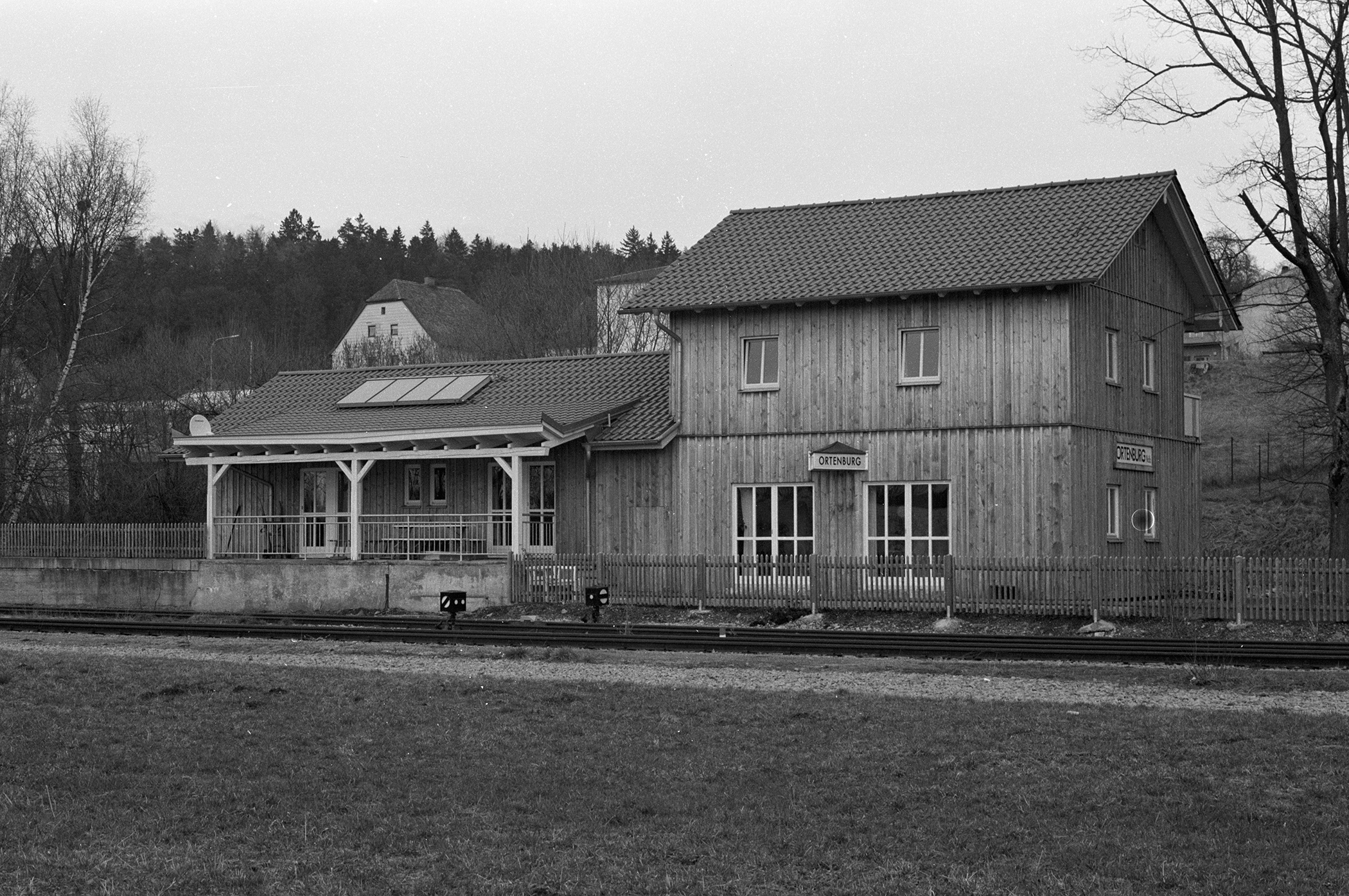
Das Bahnhofsgebäude von Ortenburg am 9. März 1995

## Betrieb
Nach dem Zweiten Weltkrieg kamen Behelfspersonenwagen zum Einsatz, teilweise wurden moderne Schienenbusse eingesetzt. Dennoch ging der Personenverkehr deutlich zurück und wurde trotz Protest und Bittschriften der Bevölkerung am 30. September 1962 eingestellt. Damit endete ein Teil des Expressgut- und Gepäckversandes; der Rest zum 1. Juni 1975, als die personelle Besetzung des Bahnhofs Ortenburg endete. 
Der Güterverkehr von Neustift–Blindham bis Ortenburg wurde zum 31. Oktober 1994 eingestellt. Die Güter für das Raiffeisenzentrallager wurden nunmehr auf der Straße befördert. So war eine Teilstilllegung der Strecke zu erwarten, die für den Abschnitt Blindham–Ortenburg am 2. April 1995 erfolgte. Der Teilstilllegung war eine entsprechende Genehmigung des Eisenbahn-Bundesamtes vom 3. Februar 1995 vorausgegangen.
Es werden nach wie vor die Niederbayerischen Schotterwerke und das Asphaltwerk der Firma Berger Bau durch die Deutsche Bahn bedient. Gelegentlich verkehren Sonderfahrten der Passauer Eisenbahnfreunde.
Da der Verkehr mit Schotterzügen anstieg, wurde die Strecke 2013 saniert. 2013 verkehrten wöchentlich dreimal Güterzüge durch DB Cargo Deutschland und daneben regelmäßig solche von anderen Eisenbahnverkehrsunternehmen (EVU). Es gab durchgehende Züge bis in die Schweiz.

## Radweg
Der drei Kilometer lange Radweg Maierhof–Söldenau–Ortenburg auf dem Planum des Bahndammes wurde im November 2002 eröffnet.